# Elena d'Angri Vitturi
Elena d'Angri Vitturi, également appelée Elena Angri, née le 14 mai 1821 ou 1824 à Corfou en Grèce et morte le 29 août 1886 à Barcelone, est une contralto d'origine italienne, active au milieu du XIXe siècle dans les opéras européens et aux États-Unis.

## Biographie
Elena d'Angri Vitturi étudie le chant avec Salvatore Taglioni et Giuseppe Doglia. Elle fait ses débuts à l'opéra de Lucques en 1843 et elle est engagée à La Scala en 1844. Elle partage son temps entre l'Opéra d'État de Vienne et La Scala de 1845 à 1847, et en 1846 elle est nommée Kammersänger par Ferdinand Ier (empereur d'Autriche).
Durant la saison 1855-1856 au Teatro Regio à Turin, elle se produit dans Cendrillon (comme Angelina), Le Barbier de Séville (comme Rosina), et Le Trouvère (comme Azucena). Plus tard en 1856, elle paraît pour la première fois à New York, accompagnée par le pianiste et compositeur Sigismund Thalberg.